# Dupontia perlucida
Dupontia perlucida é uma espécie de gastrópode  da família Euconulidae.
É endémica de Maurícia.